# Parafia św. Jana Chrzciciela w Szymanowicach
Parafia Świętego Jana Chrzciciela w Szymanowicach jest jedną z 7 parafii leżącą w granicach dekanatu zagórowskiego. Erygowana w XIII wieku.

## Dokumenty
Księgi metrykalne: 
- ochrzczonych od 1977
- małżeństw od 1945 roku
- zmarłych od 1945 roku